# Marsannay-la-Côte
Marsannay-la-Côte é uma comuna francesa na região administrativa da Borgonha-Franco-Condado, no departamento de Côte-d'Or. Estende-se por uma área de 12,85 km². Em 2010 a comuna tinha 5 407 habitantes (densidade: 420,8 hab./km²).